# Lüne-Moorfeld
Lüne-Moorfeld ist ein nordöstlicher Stadtteil von Lüneburg in Niedersachsen.
Er grenzt an die Gemeinde Adendorf. Das gemeinschaftliche Zentrum verteilt sich um den Domänenhof, den ehemals landwirtschaftlichen Teil des Klosters Lüne mit Schulen, Gemeindehaus und Restaurants. Das Wohngebiet Moorfeld, rund um die Mörekesiedlung und die Märkte des Loewe-Centers, liegt getrennt durch die Bahnverbindung nach Lauenburg im Osten.

## Verkehr
Am Kloster Lüne vorbei führt die Alte Salzstraße nach Lübeck. Der Bau der A 39 wird hier kontrovers diskutiert, da das Wohngebiet vom Domänenhof getrennt werden würde.

## Persönlichkeiten
- Julius Lindemann (1789–1855), in Lüne geborener Befreiungskämpfer und Generalmajor des Königreichs Hannover
- Philipp Spitta war von 1824 bis 1828 Hauslehrer in Lüne.[2]
- Carl Wilhelm Theodor Schuster (1808–1872), in Lüne geborener Jurist und Arzt, führender Vertreter des Bundes der Geächteten.